# YanTV
YanTV là một thương hiệu truyền hình âm nhạc, giải trí (60% âm nhạc, 40% giải trí) tại Việt Nam, chính thức ra mắt vào ngày 16 tháng 6 năm 2009 trên kênh SCTV2. Cái tên YanTV được ghép bởi Yan, viết tắt của cụm từ "Yêu Âm Nhạc" và TV, viết tắt của "television".

## Lịch sử hình thành
Ngày 1 tháng 12 năm 2008, YanTV phát sóng trên SCTV2 , cuối năm 2009, YanTV có mặt trên hệ thống cáp VTVCab (VCTV). Đến giữa năm 2012, YanTV cũng đã phủ sóng khắp cả nước thông qua các mạng truyền hình vệ tinh: K+ (VSTV), nâng tổng số lượt xem lên 5 triệu khán giả. YanTV đã phát sóng các giải đấu thể thao như: Copa America, Thế vận hội mùa hè.

## Các sản phẩm khác của YanTV

### Channel B
Channel B là kênh truyền hình giải trí chuyên về phụ nữ và gia đình , được phát sóng 24/7 thay thế cho kênh YanTV trên HTVC+ do YanTV vướng phải tranh chấp thỏa thuận phát sóng bên SCTV, hiện tại YanTV đã ngừng phát sóng trên mạng cáp HTVC và độc quyền trên SCTV2, kênh Channel B cũng đã ngừng phát sóng trên HTVC.

### YAN News
YAN News là trang thông tin về các sự kiện âm nhạc, các tin tức về các ngôi sao trong và ngoài nước, là nơi để đăng tải các cuộc thi hay những sự kiện do chính Yan tổ chức.

### Yan Radio
Đây là trang cho đăng tải các sản phẩm âm nhạc mới nhất và các sản phẩm âm nhạc do chính Yan sản xuất. Ngoài ra còn đăng tải những chương trình hay nhất mà khán giả có thể xem lại tại trang này khi bạn không xem được chương trình mà mình yêu thích.

## VJ
- Bùi Nguyễn Minh Quân (Quân Rapsoul)
- Bùi Việt Hà
- Dương Diễm My (Yumi Dương)
- Đàm Phương Linh (Amigo-G)
- Đào Thế Hoàng
- Lê Huy
- Lê Thanh Trúc (Gil Lê) (X5)
- Nguyễn Anh Tuấn (Will) (365)
- Nguyễn Bảo Kỳ (NBK)
- Nguyễn Minh Hoàng Nam (Bradley Paxton-Nguyen)
- Nguyễn Ngọc Quang Bảo
- Nguyễn Ninh Thiên Trang
- Nguyễn Thanh Tùng (Tùng Leo)
- Nguyễn Thị Phương Thanh (Sĩ Thanh)
- Nguyễn Thiên Thơ (Trancy)
- Nguyễn Trần Hưng Long (Rocker Nguyễn)
- Phạm Lưu Tuấn Tài (Isaac) (365)
- Quách Mai Ly Tapiau (MLee)
- Phạm Thanh Tâm (Tâm Tít)
- Sơn Ngọc Minh (V.Music)
- Tạ Thùy Minh
- Tăng Thanh Tuyền (Tuyền Tăng)
- Trần Đại Nhân
- Trần Hoài Nam (Nam Hee)
- Trần Kim Nhã
- Trần Minh Trung
- Trần Phong Hào (Nicky) (Monstar)
- Trương Nguyễn Thùy (Tyra Trương)
- Võ Ngọc Trai
- Vũ Ngọc Ánh
- Vương Bảo Trung (Thiên Minh)

## Chương trình
- 100 độ
- 2NE1 TV series
- 360 Hà Nội
- ABDC
- America's best dance crew
- Awesome - Vui thỏa thích
- Bánh gato
- Bếp chiến
- BFF (Best fan forever) - Sát cánh cùng thần tượng
- Chỉ có thể là yan (phiên bản mới là "Chỉ có thể là yan+")
- Chuyện của Tết
- Chuyện tình yêu
- Concert for you
- Dám chinh phục ước mơ
- Dám thử không?
- Đẹp hơn mỗi ngày
- Electronic
- F-Idol - Thần tượng thời trang
- Family outing
- Ghế đỏ
- Giờ phim ngắn
- Gương mặt kế tiếp
- Hạt giống âm nhạc
- Hãy yêu nhau đi
- Hey yo!
- Hi-5
- Hiphop central
- Không gian ký ức
- Jpop
- Kpop
- Leo&U
- Love story
- Lucky 6 - Số 6 may mắn
- M! Countdown
- M&M
- Mối tình đầu
- Mộc Unplugged
- Một ngày mới
- Mr & Ms O'star
- Music ATM
- MVs - Zoom - Boom - Mẹo hay 180
- Ngẫu hứng âm nhạc
- Nhạc lãng mạn
- Nhạc theo chủ đề
- Nhịp điệu phố
- Những ngày mưa đến muộn
- Overtime
- Phía sau camera
- Pop profile
- Radar 123
- Radio 88.8
- Romantic Idols
- Revive fun bike - Hành trình vui nhộn
- Sao 24/7
- Sao A-Z
- Tạp chí thời trang
- Tâm điểm yantv
- The burriedlife
- Thời trang đam mê
- Thử thách yolo selfie
- Thực đơn Vpop
- Tích tắc
- Tôi dám hát
- Tôi muốn nói
- Urban beats - Nhịp điệu phố
- Ước mơ cùng yan
- Vui cùng yan
- Wazzup - Bản tin giải trí
- We10 - Bảng xếp hạng các khúc quốc tế
- Yan around - Một vòng trải nghiệm
- Yan asia
- Yan beatfest
- Yan break
- Yan chat
- Yan cine
- Yantv giới thiệu
- Yan live
- Yan me
- Yan special
- Yan star - Không ai khác ngoài bạn
- Yan Vpop 20 - Bảng xếp hạng các khúc Việt
- Yan yêu
- Zoom
- YanTV Độc Quyền